# 德米特罗·克拉西利尼科夫
德米特罗·谢尔盖耶维奇·克拉西利尼科夫（烏克蘭語：Дмитро Сергійович Красильников；1978年7月3日—）是乌克兰军事领导人，军衔少将。克拉西利尼科夫于2023年3月至2025年3月担任乌克兰北方作战指挥部司令。